# ریکاردو گاردنر
ریکاردو گاردنر (انگلیسی: Ricardo Gardner؛ زادهٔ ۲۵ سپتامبر ۱۹۷۸) یک بازیکن فوتبال اهل جامائیکا است.
از باشگاه‌هایی که در آن بازی کرده‌است می‌توان به پرستون نورث اند و بولتون واندرز اشاره کرد.
وی همچنین در تیم ملی فوتبال جامائیکا بازی کرده‌است.